# 20465 Vervack
20465 Vervack è un asteroide della fascia principale. Scoperto nel 1999, presenta un'orbita caratterizzata da un semiasse maggiore pari a 2,3834591 UA e da un'eccentricità di 0,1528794, inclinata di 7,64317° rispetto all'eclittica.